# El Hadary Raheriniaina
Ahmad El Hadary Ylan Clauvis Raheriniaina, né le 19 août 2006 à Mahajanga est un footballeur international malgache qui joue au poste de milieu offensif au Paris FC.

## Biographie

### Carrière en club
Raheriniaina commence le football à l'Ajesaia, en rejoignant l'équipe des moins de quinze ans du club en 2017. Il passe toutes les classes de jeunes avant de faire ses débuts en équipe première.
Il est nommé meilleur jeune joueur de la Pro League malgache après la saison 2021/2022. Il rejoint ensuite le club de St. Michel United en Seychelles Premier League. Il reste au club jusqu'à la saison 2024, attirant l'attention des recruteurs européens grâce à ses bonnes performances. Il est libéré du club en octobre 2024 pour poursuivre des opportunités en Europe.  

### Paris FC (2024-)
En novembre suivant, Raheriniaina rejoint le Paris FC en Ligue 2, tout d'abord pour jouer avec l'équipe réserve du club après un essai de plusieurs semaines qu'il réussi. 
Il commence à s'intégrer dans le groupe professionnel vers l'été et marqué son premier but avec le club en match amical 
face à FC Sion.
Le 7 août 2025, Raheriniaina signe son premier contrat professionnel avec au Paris FC.

### Carrière internationale
Raheriniaina est appelé dans l'équipe nationale des moins de 23 ans en 2022 pour une série de qualifications pour la Coupe d'Afrique des Nations des moins de 23 ans 2023 contre les Seychelles. Il marque ensuite son premier but lors de la victoire cinq buts à zéro de Madagascar et un doublé lors de la victoire sept buts à un au match retour,. 
Il a fait ses débuts internationaux avec l'équipe première de Madagascar le 24 août 2023 lors d'un match des Jeux des îles de l'océan Indien 2023 contre les Seychelles. Il marque ses deux premiers buts contre les Comores en demi-finale de la compétition lors d'une victoire quatre buts à deux avant de remporte la compétition.

## Vie privée
Raheriniaina est un parent d'Anicet Abel, ancien capitaine de l'équipe de Madagascar, premier et actuellement seul joueur malgache à avoir participé à la Ligue des champions de l'UEFA.

## Palmarès
Il remporte les Jeux des îles de l'océan Indien 2023 avec Madagascar.